# Bibliothèque interuniversitaire des langues orientales
Bibliothèque interuniversitaire des langues orientales (česky Meziuniverzitní knihovna východních jazyků) je univerzitní knihovna v Paříži, která se specializuje na literaturu střední a východní Evropy, Blízkého a Středního východu, Asie, Afriky a Oceánie. Sídlí v ulici Rue de Lille č. 4 v 7. obvodu spolu s Národním institutem východních jazyků a civilizací (Institut national des langues et civilisations orientales). Knihovna je součástí Univerzity Paříž III. V roce 2010 byla spojena s Bibliothèque universitaire des langues et civilisations, která má obdobné zaměření.

## Sbírky
Knihovní fond zahrnuje širokou geografickou (střední a východní Evropa, Blízký a Střední východ, Asie, Afrika, Oceánie) i tematickou oblast (lingvistika, literatura, etnologie, politologie, historie, geografie). Sbírky čítají přibližně 550 000 svazků a 9600 titulů periodik (současných i zaniklých) ve více než 100 jazycích, z nichž některé nevlastní žádná jiná knihovna ve Francii, např. knihy v urdštině, které knihovně daroval Georges Dumézil.
Asi 130 000 dokumentů pochází od 14. do 19. století včetně prvotisků. Vzácná je sbírka japonských dřevorytů a tisků, arabských a perských knih, sbírky turecké a korejské literatury, stejně tak rukopisy arabské, turecké, hebrejské, perské a čínské provenience.
Knihovna doplňuje fond i o současná díla vzniklá na východě, jakož i těch v západních jazycích, která se věnují těmto zeměpisným oblastem a kulturám.
Od roku 1994 je knihovna díky svým bohatým sbírkám sídlem Přidruženého centra východních jazyků (Pôle associé des Langues orientales) Francouzské národní knihovny pro hindštinu, urdštinu, bengálštinu, tamilštinu, indonéštinu, thajštinu, barmštinu a tibetštinu.